# Старий Брег
Старий Брег (словен. Stari Breg) — поселення в общині Кочев'є, регіон Південно-Східна Словенія, Словенія. Висота над рівнем моря: 527,1 м.